# Stadtsparkasse Lengerich
Die Stadtsparkasse Lengerich ist eine Sparkasse in Nordrhein-Westfalen mit Sitz in Lengerich. Sie ist eine Anstalt des öffentlichen Rechts.

## Geschäftsgebiet und Träger
Das Geschäftsgebiet der Stadtsparkasse Lengerich umfasst die Stadt Lengerich im Kreis Steinfurt, welche auch Trägerin der Sparkasse ist.

## Geschäftszahlen
Die Stadtsparkasse Lengerich wies im Geschäftsjahr 2024 eine Bilanzsumme von 608,12 Mio. Euro aus und verfügte über Kundeneinlagen von 346,96 Mio. Euro. Gemäß der Sparkassenrangliste 2024 liegt sie nach Bilanzsumme auf Rang 339. Sie unterhält 3 Filialen/Selbstbedienungsstandorte und beschäftigt 98 Mitarbeiter.

## Sparkassen-Finanzgruppe
Die Stadtsparkasse Lengerich ist Teil der Sparkassen-Finanzgruppe und gehört damit auch ihrem Haftungsverbund an. Er sichert den Bestand der Institute und sorgt dafür, dass sie auch im Fall der Insolvenz einzelner Sparkassen alle Verbindlichkeiten erfüllen können. Die Sparkasse vermittelt Bausparverträge der regionalen Landesbausparkasse, offene Investmentfonds der Deka und Versicherungen der Provinzial NordWest. Im Bereich des Leasing arbeitet die Stadtsparkasse Lengerich mit der  Deutschen Leasing zusammen. Die Funktion der Sparkassenzentralbank nimmt die Landesbank Hessen-Thüringen wahr.